# ジェイムズ・アレクサンダー・ハミルトン

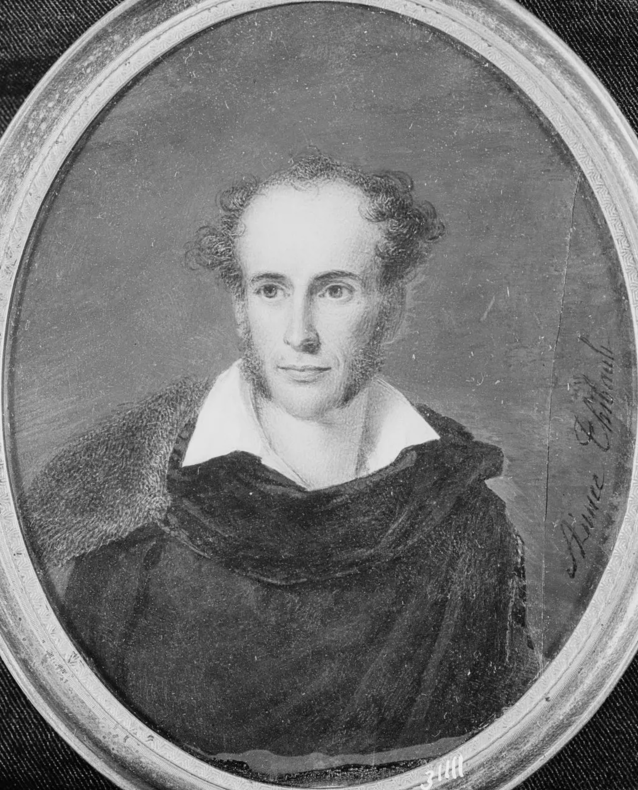
ジェイムズ・アレクサンダー・ハミルトン

ジェイムズ・アレクサンダー・ハミルトン（James Alexander Hamilton, 1788年4月14日 - 1878年9月24日）は、アメリカ合衆国の法律家。

## 生涯
1788年4月14日、ハミルトンはニューヨーク州マンハッタンにおいて、政治家アレクサンダー・ハミルトンとエリザベス・スカイラー (Elizabeth Schuyler, 1757-1854) の3男として誕生した。ハミルトンは1805年にコロンビア大学を卒業した。ハミルトンは法律を学び、1809年にニューヨーク州で弁護士として認可を受けた。ハミルトンは1810年にニューヨーク州ハドソンで弁護士業を開業した。
1812年に米英戦争が起こると、ハミルトンはニューヨーク州民兵に参加した。ハミルトンは1815年までに旅団副官および監察官を務めた。ハミルトンは米英戦争後、弁護士業に復帰した。
ハミルトンは民主共和党に参加し、マーティン・ヴァン・ビューレンと親交を深めた。ハミルトンは政治的な力を追求してうまく立ち回り、民主共和党内で徐々に影響力を強めていった。1829年3月4日にアンドリュー・ジャクソンが大統領に就任すると、ハミルトンはジャクソン大統領から国務長官代行に任ぜられた。ハミルトンは3月28日にマーティン・ヴァン・ビューレンが正式な国務長官として着任するまでの1ヶ月弱、国務長官代行を務めた。
1829年4月3日、ハミルトンはジャクソン大統領からニューヨーク州南地区担当の連邦地方検察官に任命された。ハミルトンは1833年に検察官を辞職した。ハミルトンは1833年に直接の政治関与から身を引いたが、その後も私的なアドバイザーとして多くの政治家に助言を与えた。
晩年、ハミルトンはハミルトン・カレッジから法学博士号を贈られた。ハミルトンは1869年に回想録『Reminiscences of Hamilton, or Men and Events, at Home and Abroad, during Three Quarters of a Century』を刊行した。1878年9月24日、ハミルトンはニューヨーク州アーヴィントンで死去した。ハミルトンの遺体はニューヨーク州タリタウンスリーピー・ホロウ墓地に埋葬された。

## 家族
1810年10月17日、ハミルトンはニューヨーク市内ブルックリン区において、メアリー・モリス (Mary Morris, 1790-1869) と結婚した。ハミルトンはメアリーとの間に、以下の子供をもうけた。
1. イライザ・ハミルトン (Eliza Hamilton, 1811-1863)
2. フランシス・ハミルトン (Frances Hamilton, 1813-1887)
3. アレクサンダー・ハミルトン (Alexander Hamilton, 1816-1889)
4. メアリー・モリス・ハミルトン (Mary Morris Hamilton, 1818-1877)
5. アンジェリカ・ハミルトン (Angelica Hamilton, 1819-1868)